# Azijski šahovski savez
Azijski šahovski savez (eng.  Asian Chess Federation), kontinentska administrativna podružnica Svjetske šahovske organizacije koja predstavlja kontinent Aziju. Osnovan je 3. travnja 2010. godine. Službeno je tijelo koje FIDE priznaje za promicati sve oblike šaha diljem Azije i štiti interese šaha u Aziji. Ova neovisna asocijacija osnovana je pod okriljem FIDE radi razvijanja šaha na azijskom kontinentu. Namjerava uspostaviti i koordinirati aktivnost članova i organizirati kontinentska prvenstva pod okriljem FIDE, te zastupati interese članova kod FIDE i inih međunarodnih organizacija.
Sjedište je u Al Ainu, UAE. Današnji predsjednik je Sheikh Sultan Bin Khalifa Al Nehyan iz UAE.

## Vanjske poveznice
- Službene stranice
- Facebook